# 戸隠神告げ温泉
戸隠神告げ温泉（とがくしかみつげおんせん）は、長野県長野市大字戸隠にある温泉又は日帰り温泉施設の名。
長野市の北部、旧戸隠村の中心部に位置する。

## 泉質
- 単純温泉（弱アルカリ性低張性低温泉）
  - 源泉温度：28.1℃
  - 源泉温度が低いため、加温・循環濾過を行っている[2]。

## 温泉地
日本有数のパワースポットとして知られる戸隠神社の門前町の外れに、日帰り温泉施設「湯行館」（ゆにいくかん）が1軒存在する。
他に温泉を利用した宿泊施設はないが、近くに参拝客を主体とした宿坊、食堂が十数軒存在する。

## 歴史
- 1999年（平成11年）7月　- オープン。

## 交通アクセス
公共交通機関
- JR信越本線、北陸新幹線・長野駅からアルピコ交通バスで約60分。

自動車
- 上信越自動車道信濃町ICから車で30分。

## 公式サイト
- 戸隠神告げ温泉　- 戸隠観光協会
- 戸隠神告げ温泉　- 戸隠観光ナビ
- 戸隠神告げ温泉　- ニフティ温泉
- 戸隠神告げ温泉　- るるぶ